# Milan Hriňák
Milan Hriňák (* 15. Oktober 1985 in Stará Ľubovňa) ist ein slowakischer Volleyballspieler.

## Karriere
Hriňák begann seine Karriere bei VKM Stará Ľubovňa. Später spielte er für Chemes Humenné und das Volleyball Team Bratislava. Mit diesen beiden Vereinen wurde er insgesamt dreimal slowakischer Meister und gewann viermal den nationalen Pokal. Außerdem gehörte er von 2009 bis 2013 zur slowakischen Nationalmannschaft. Als das Volleyball Team Bratislava aufgelöst wurde, wechselte der Außenangreifer 2013 zum französischen Drittligisten VC Michelet Halluin. Ein Jahr später folgte er seiner Freundin Martina Jelínková nach Deutschland. Mit dem Drittligisten ASV Neumarkt schaffte er in der Saison 2014/15 den Aufstieg in die zweite Bundesliga. Danach wurde Hriňák vom Erstligisten VSG Coburg/Grub verpflichtet. Der Verein verpasste auch wegen eines Punktabzugs den Klassenerhalt. Hriňák wechselte zum Zweitligisten Helios Grizzlys Giesen. Nach zwei Jahren in der zweiten Liga gelang ihm mit Giesen 2018 der Aufstieg.